# ヒルベルト・ケブ・バース
ヒルベルト・ホセ・ケブ・バース（Gilberto Jose Keb Baas、1977年10月21日 - ）は、メキシコの元プロボクサー。ユカタン州ウヌクマ出身。元WBC世界ライトフライ級王者。

## 来歴
1995年11月18日、プロデビュー。
その後はユカタン州ライトフライ級王座やWBCアメリカ大陸ミニマム級王座やWBCムンドヒスパノミニマム級王座に挑戦したが王座獲得に失敗している。
1999年5月6日、NABF北米フライ級王者マリアノ・ゴンザレスと対戦し、12回判定勝ちを収め王座を獲得した。
その後1度防衛するも、2000年4月6日、オスカー・アンドラーデと対戦し、12回判定負けで王座を失った。
2000年12月15日、世界初挑戦。アリアント・エナジー・センターでWBA世界フライ級王者エリック・モレルと対戦するも、12回判定負け。
2004年6月4日、NABF北米フライ級王者ブライアン・ビロリアと対戦。返り咲きを狙っていたが、11回ボディショットでダウンを奪われそのままカウントアウト。KO負け。
2005年12月17日、レグロ・ガメスとWBCアメリカ大陸ライトフライ級王座決定戦で対戦し、4回KO勝ちで王座を獲得した。
2006年2月16日、WBC世界フライ級王者ポンサクレック・ウォンジョンカムと対戦。何もできず12回大差判定負けを喫した。
その1か月後の3月29日、エドガル・ソーサとメキシコライトフライ級暫定王座決定戦で対戦し、判定では僅差にまで追い詰めたが判定負け。
再起3連敗後の10月14日、NABF北米フライ級暫定王座クリスチャン・ゴメスと対戦し、3回TKO勝ちで暫定王座を再獲得した。その後正規王座に昇格し2度防衛した。
2007年4月30日、オマール・サラドとWBC世界ライトフライ級挑戦者決定戦を行ったが、12回0-3(112-115、113-114、113-115)の判定負けを喫しエドガル・ソーサへの挑戦権を獲得出来なかった。
2008年3月8日、NABF北米ライトフライ級並びにWBCアメリカ大陸ライトフライ級並びにWBCインターナショナルライトフライ級王者アドリアン・エルナンデスと対戦し4回TKO負け。
2010年9月17日、ジョスエ・ベガとWBCアメリカ大陸ライトフライ級王座決定戦に登場し、8回TKO勝ちで王座を獲得した。
2010年11月6日、4年振りの世界挑戦でWBC世界ライトフライ級王者オマール・ニーニョ・ロメロと対戦し、12回2-0の判定勝ち。プロ15年目にして世界王座を獲得した。
2011年2月26日、元WBC世界ミニマム級王者ホセ・アントニオ・アギーレと対戦。9回にアギーレのトレーナーが棄権を申請したことでゲブ・バースのTKO勝ちとなり初防衛に成功した。
2011年4月30日、ドン・キングコロシアムでアドリアン・エルナンデスと対戦。11回開始10秒、ドクターストップがかかりTKO負けとなり2度目の防衛に失敗、王座から陥落した。
2011年10月1日、ラスベガスのMGMグランド内マーキー・ボールルームで、西岡利晃 vs ラファエル・マルケスの前座でWBA世界ライトフライ級王者ローマン・ゴンサレス対戦する予想だったが、ケブ・バースがランキングに入っていない事から1ヶ月前になる9月12日にゴンサレスが対戦相手をオマール・ソトに変更した為中止となった。
2012年2月18日、マリオ・ロドリゲスとWBC全米ライトフライ級王座決定戦を行ったが、5回2分1秒KO負けを喫し試合後に引退を表明した。

## 獲得タイトル
- NABF北米フライ級王座
- WBCアメリカ大陸ライトフライ級王座
- NABF北米ライトフライ級王座
- NABF北米フライ級暫定王座
- WBC世界ライトフライ級王座（防衛1）